# Resolució 1334 del Consell de Seguretat de les Nacions Unides
La Resolució 1334 del Consell de Seguretat de les Nacions Unides fou adoptada per unanimitat el 22 de desembre de 2000. Després de recordar les resolucions 1270 (1999), 1289, 1313 (2000), 1317 (2000) i 1321 (2000) sobre la situació a Sierra Leone, el Consell va ampliar el mandat de la Missió de les Nacions Unides a Sierra Leone (UNAMSIL) fins al 31 de març de 2001.
Va ser l'última resolució adoptada el 2000.
El Consell de Seguretat va expressar la seva preocupació per la fràgil situació de Sierra Leone. Va assenyalar l'Acord d'Abuja signat el 10 de novembre de 2000 al capital de Nigèria Abuja entre el govern de Sierra Leone i el Front Revolucionari Unit (RUF) i va expressar la seva preocupació perquè aquest últim no havia complert les seves obligacions en virtut de l'acord.
La resolució va recordar que els objectius principals de la UNAMSIL eren ampliar l'autoritat estatal, restaurar la llei i l'ordre, estabilitzar el país i contribuir als esforços de pau a través de la desmilitarització, desmobilització i programes de reintegració i, per tant, la missió necessitava ser reforçada. Va donar la benvinguda als esforços del Secretari General Kofi Annan per garantir els compromisos de tropes addicionals per a la UNAMSIL, i va demanar als estats que consideressin contribuir amb les forces de manteniment de la pau. El Consell respondrà ràpidament a les recomanacions del Secretari General sobre la força i el mandat de l'operació.